# Banisia argutula
Banisia argutula är en fjärilsart som beskrevs av Paul E. Whalley 1976. Banisia argutula ingår i släktet Banisia och familjen Thyrididae. Inga underarter finns listade i Catalogue of Life.